# چیلر (شبکه تلویزیونی)
چیلر کانال ۲۴ ساعته کابلی و ماهواره‌ای آمریکایی هست که تمرکزش روی فیلم ترسناک و هیجانی است. تا اوت ۲۰۱۳ تعداد ۴۲٬۲۲۷٬۰۰۰ آمریکایی این کانال را دریافت کرده‌اند.